# Чемпалов, Иван Никанорович
Ива́н Никано́рович Чемпа́лов (16 [29] октября 1913, д. Варламово, Троицкий уезд, Оренбургская губерния, Российская империя — 11 ноября 2008, Екатеринбург, Россия) — советский и российский историк, доктор исторических наук (1973), профессор (1976). Почётный профессор-консультант кафедры теории и истории международных отношений Исторического факультета Уральского государственного университета им. А. М. Горького. Организатор школы уральских историков-новистов и -международников. Специалист в области истории международных отношений в Европе в 1920—1930-е и в годы Второй мировой войны, в частности политики Англии, США и Германии на Балканах. Участник Великой Отечественной и Советско-японской войн.

## Биография

### Рождение. Учёба
Иван Чемпалов родился 16 (29) октября 1913 года в деревне Варламово Троицкого уезда Оренбургской губернии (ныне Чебаркульский район Челябинской области) в крестьянской семье.
По окончании 2 курсов Миасского горного техникума Чемпалов работал в геолого-разведочных партиях. В значительной мере исследовал Вишнёвые горы. В 1937 году поступил на рабочий факультет одного из вузов Челябинска, где за год прошёл всю школьную программу с 7 по 9 класс. В 1938 году Чемпалов решил поступить на геологический факультет Уральского государственного университета, но, приехав в Свердловск, он узнал, что тот факультет был переведён в Пермь. Узнав, однако, что при том университете был открыт исторический факультет, Чемпалов поступил на его первый курс.
В 1940 году, в связи с новым законом, согласно которому стипендию могли получать только отличники, он, испытывая тяжёлое материальное положение, вынужден был вернуться в Челябинск, где в ноябре устроился на работу на абразивный завод. Работая на том заводе техником по сырью, Чемпалов периодически приезжал в Свердловск, чтобы сдавать экстерном экзамены за 3-й курс исторического факультета.

### Отечественная война
Готовясь к сдаче экзаменов экстерном по истории стран Латинской Америки и узнав 22 июня 1941 года о начале Великой Отечественной войны, Чемпалов на следующее утро со своими товарищами отправился в военкомат, чтобы записаться добровольцем. Однако там ему сказали, что для призыва в армию ему необходимо вернуться в Челябинск и обратиться в военкомат по месту прописки. В Челябинске же Чемпалов был извещён, что на него, как специалиста оборонного завода, распространяется «бронь».
Тем не менее, Чемпалов не оставлял надежды отправиться на фронт, и, будучи заместителем начальника цеха обогащения в феврале 1943 года, смог добиться своего зачисления в Уральский добровольческий танковый корпус. Там он был назначен командиром взвода сапёров. В составе корпуса Чемпалов принимал участие в боях на Орловском и Брянском фронтах. Участвовал в Курской битве.
В сентябре 1943 года Чемпалов был откомандирован в 1-е Горьковское танковое училище, по окончании которого был направлен на переподготовку в Харьковское гвардейское танковое училище для освоения нового танка — Т-44. Как позднее вспоминал сам Чемпалов, танк тот имел ряд отдельных конструктивных дефектов, ввиду чего на вооружение в Красную армию он так и не поступил. Предположительно по этой причине батальон, в составе которого он находился, в феврале 1945 года был отправлен во 2-е Ростовское училище самоходной артиллерии.
Во время войны Чемпалов поступил в офицерское училище, из которого в апреле 1945 года был выпущен в звании младшего лейтенанта. Был назначен командиром самоходной артиллерийской установки.
Из переписки, которую Чемпалов вёл со своими преподавателями Уральского университета, видно, что даже в тяжёлых военных обстановках он находил время для чтения с целью самообразования. Так, в письме от 16 декабря 1943 года он писал, что с осени прочитал несколько книг, в том числе Достоевского, «а сейчас ребята покурили всё, что способно гореть». Там же Чемпалов описал, как под Болховом во время немецкого авианалёта он вместе с другими бежал в укрытие и «по дороге захватил несколько книг». В письме от 11 февраля 1944 года Чемпалов писал, что «Историю свою основательно забыл и не знаю, что буду делать после войны. Хоть всё начинать сначала!». В письме, присланном от него через неделю, он писал, как понемногу начал изучать английский язык, и как за неимением чего-либо подходящего, кроме текстов на консервных банках от американской тушёнки, «читаю детские рассказы — всё-таки тренировка!». В письме от 22 марта того же года Чемпалов обращался к своему преподавателю: «Достал два скверных английских учебника. Был бы очень благодарен, если бы Вам удалось достать и прислать мне что-либо из художественной литературы на английском». Также в письме от 22 апреля на имя своего преподавателя В. В. Поповой он писал, что «Достал Тураева „Историю Древнего Востока“, думал, что смогу заняться повторением, но времени, и условий совсем нет».

### Советско-японская война
По окончании Великой Отечественной войны Чемпалов был направлен на Дальний Восток, где в мае 1945 года был назначен помощником начальника штаба 5-го запасного танкового полка. В составе Забайкальского фронта участвовал в разгроме японской Квантунской армии в Маньчжурии и в северной Корее. В ноябре был назначен командиром танкового взвода 35-го отдельного танкового батальона.

### Научная деятельность
В июле 1946 года Чемпалов был демобилизован и, вернувшись в Свердловск, возобновил учёбу на отделении истории историко-филологического факультета УрГУ, который с отличием окончил в 1948 году. 7 мая того года ему была присвоена квалификация историка и он был оставлен в университете на преподавательской работе, вначале в качестве ассистента, и в том же году стал старшим преподавателем кафедры всеобщей истории и одновременно заместителем декана объединённого историко-филологического факультета.
Чемпаловым был создан студенческий научный кружок, на которых он читал лекции и проводил семинарские занятия, и с которого начиналось формирование будущей школы уральских историков-новистов.
Сдав в 1951 году в УрГУ на «отлично» экзамены кандидатского минимума по философии и английскому языку, Чемпалов в то же время, по рекомендации ректора УрГУ профессора Г. И. Чуфарова, сдавал кандидатский экзамен по специальности на историческом факультете Московского государственного университета им. М. В. Ломоносова. В 1953 году в Высшей партийной школе при ЦК КПСС он защитил диссертацию на соискание учёной степени кандидата исторических наук по теме «Англо-американская политика поощрения итало-германской фашистской агрессии в Греции. (октябрь 1940 г. — май 1941 г.)». С 1954 по 1956 год являлся деканом исторического факультета УрГУ. В 1959 году под руководством профессора М. Я. Сюзюмова и Чемпалова на кафедре всеобщей истории была открыта аспирантура по направлению «всеобщая история», что положило начало формированию специалистов по новой и новейшей истории.
В 1961—1962 годах Чемпалову первому из уральских историков была дана возможность работать в зарубежных архивах. В результате научной командировки в Болгарию им в архивах был выявлен ряд уникальных документов, позволивших взглянуть иначе на многие проблемы международных отношений кануна и начального периода Второй мировой войны. Также Чемпалов установил научные связи с исследователями из Югославии, Польши и Румынии.
С 1964 года являлся заведующий кафедрой научного коммунизма. В сентябре того же года на базе кафедры всеобщей истории Чемпалов на общественных началах организовал кафедру новой и новейшей истории. Её базовым комплексным научным направлением явилась «Политика великих держав на Балканах и Ближнем Востоке накануне и в годы Второй мировой войны». Тогда же началась и активная издательская деятельность кафедры. Под редакцией Чемпалова были изданы такие межвузовские сборники научных трудов как «Международные отношения в новейшее время», «Балканы и Ближний Восток в новейшее время» и др. Весной 1973 года кафедра стала самостоятельной штатной единицей в структуре исторического факультета УрГУ под руководством Чемпалова.
2 июля 1973 года в Пермском государственном университете Чемпалов защитил докторскую диссертацию по теме «Политика великих держав в Юго-Восточной Европе накануне второй мировой войны. (1933—1939 гг.)», при написании которой им широко были использованы дипломатические документы из болгарских архивов. Той диссертацией Чемпалов заложил основы уральской школы балканистики. С 1974 года он был заведующим кафедрой новой и новейшей истории. За цикл работ по проблемам международных отношений на Балканах в годы Второй мировой войны Чемпалов в том же году был награждён премией УрГУ «за лучшую научную работу». В 1976 году присвоено учёное звание профессора.
С 1986 года Чемпалов являлся профессором-консультантом кафедры новой и новейшей истории УрГУ. В 1993 году он участвовал в организации кафедры теории и истории международных отношений, и с того же времени — её профессор-консультант.
11 ноября 2008 года, после непродолжительной болезни, Иван Чемпалов скончался. Похоронен на Широкореченском кладбище Екатеринбурга.

## Семья
Жена (с 1945 г.) — Нина Павловна. Имел 3 дочерей.